# Callirhoe involucrata
Espèce
Synonymes
- Callirhoe geranioides Small[1]
- Callirhoe involucrata f. incisa M.Hopkins[1]
- Callirhoe palmata Buckley[1]
- Callirhoe verticillata Groenl.[1]
- Malva involucrata Torr. & A. Gray[1]
- Sesquicella involucrata Alef.[1]

Callirhoe involucrata est une espèce de plante à fleurs de la famille des Malvacées connue sous le nom commun de pavot mauve. Il est originaire des États-Unis et du nord du Mexique.